# Freixo (Fonsagrada)
Freixo (llamada oficialmente San Xulián de Freixo) es una parroquia y una aldea española del municipio de Fonsagrada, en la provincia de Lugo, Galicia.

## Organización territorial
La parroquia está formada por dieciséis entidades de población:
- Airexa (A Airexa)
- Arco (O Arco)
- Barreiro (O Barreiro)
- Carballoguidín
- Castelo
- Escamelada
- Ferreira de Abaixo
- Ferreira de Arriba
- Foncuberta
- Freixo
- Pedra (A Pedra)
- Pereirúa (A Pereirúa)
- Serra
- Travesas
- Troncos
- Vilanova

## Demografía

### Parroquia
| Gráfica de evolución demográfica de Freixo (parroquia) entre 2000 y 2019 |
|                                                                          |
| Datos según el nomenclátor publicado por el INE.                         |

### Aldea
| Gráfica de evolución demográfica de Freixo (aldea) entre 2000 y 2019 |
|                                                                      |
| Datos según el nomenclátor publicado por el INE.                     |